# Palazzina Folonari
La Palazzina Folonari  è l'ultima parte del complesso Folonari ancora esistente a Barletta, in Puglia. 
È una notevole traccia di archeologia industriale, relativa all'industria viticola del '900, molto vivace a Barletta nello scorso secolo.

## Storia
La palazzina fu eretta insieme alle altre su via Andria a Barletta, a circa 300 metri dal Porto di Barletta.
Le Cantine Folonari avevano numerosi stabilimenti in Italia e quello di Barletta era simile a quelli esistenti nelle città di San Severo e Galatina.

## Descrizione
Il prospetto dell'edificio si affaccia dinanzi alla cementeria di Barletta, si presenta sobrio senza decorazioni artistiche. Interamente intoncato di giallo, ha due verande, ognuna delle quali aperta da un grande portone e sormontata da una finestra circolare.  L'impianto originale aveva 5 balconi sul lato frontale e 4 sui due lati.